# Eurotower (Frankfurt am Main)
De Eurotower is een wolkenkrabber in de Duitse stad Frankfurt. Het was het hoofdgebouw van de Europese Centrale Bank (ECB) van 1 juni 1998 (toen de ECB opgericht werd) tot 18 maart 2015. Het is gelegen aan de Kaiserstraße en Willy-Brandt-Platz en staat in de lijst van hoogste gebouwen in Frankfurt. Het in 1977 gebouwde bouwwerk is met een hoogte van 148 meter het negentiende hoogste gebouw van Frankfurt (per 1 januari 2023). De toren telt 40 verdiepingen en is sinds eind 2018 in eigendom van Fubon Life Insurance (voorheen van RFR-Holding).
Na 2014 zou de ECB oorspronkelijk haar nieuwe kantoorgebouw, de Skytower in Frankfurt-Ostend, betrekken. Sinds de verhuizing blijft de ECB de Eurotower gebruiken, maar zonder het gebouw nog haar hoofdkantoor te noemen.